# Vólnoye (Tuapsé, Krasnodar)
Vólnoye (del ruso: Вольное) es un seló del raión de Tuapsé del krai de Krasnodar, en el sur de Rusia. Está situado en las estribaciones del Cáucaso Occidental, en la desembocadura del arroyo Volni en la orilla nororiental del mar Negro, 3 km al sureste de Tuapsé y 108 km al sur de Krasnodar, la capital del krai. Tenía 202 habitantes en 2010.
Pertenece al municipio Shepsinskoye.

## Transporte
Al este de la localidad pasa la carretera federal M27. Junto a Vólnoye se halla, desde 1951 la plataforma ferroviaria Guizel-Dere de la línea Tuapsé-Vesióloye del ferrocarril del Cáucaso Norte.